# Natriumpentaborat
Natriumpentaborat ist eine anorganische chemische Verbindung des Natriums aus der Gruppe der Borate.

## Vorkommen
Natriumpentaborat-Pentahydrat kommt natürlich in Form des Minerals Sborgit vor.

## Gewinnung und Darstellung
Das Pentahydrat von Natriumpentaborat kann durch Reaktion von Borax mit Borsäure gewonnen werden.
{\displaystyle \mathrm {Na_{2}B_{4}O_{7}\cdot 10\ H_{2}O+6\ H_{3}BO_{3}\longrightarrow 2\ NaB_{5}O_{8}\cdot 5\ H_{2}O+9\ H_{2}O} }

## Eigenschaften
Natriumpentaborat-Pentahydrat kristallisiert triklin, in schräg abgestumpften Prismen.

## Verwendung
Natriumpentaborat wird in Atomreaktoren für Notfälle als Backupsystem zur normalen Regelung verwendet. Bei Störfällen wird eine hochkonzentrierte Natriumpentaboratlösung in den Reaktor eingeleitet, wonach durch die neutronenabsorbierende Wirkung die Kettenreaktion gebremst wird.